# Nezbavětice
Nezbavětice (německy Nesbawietitz) jsou vesnice a obec v okrese Plzeň-město v Plzeňském kraji. Žije v ní 270 obyvatel. Od roku 2001 je obec zcela plynofikována, vodovod a splašková kanalizace však nejsou dosud zřízeny.

## Historie
První písemná zmínka o vesnici pochází z roku 1379.

## Obyvatelstvo
| Rok            | 1869 | 1880 | 1890 | 1900 | 1910 | 1921 | 1930 | 1950 | 1961 | 1970 | 1980 | 1991 | 2001 | 2011 | 2021 |
| -------------- | ---- | ---- | ---- | ---- | ---- | ---- | ---- | ---- | ---- | ---- | ---- | ---- | ---- | ---- | ---- |
| Počet obyvatel | 268  | 260  | 261  | 304  | 298  | 300  | 286  | 240  | 264  | 209  | 180  | 167  | 181  | 215  | 243  |
| Počet domů     | 42   | 48   | 48   | 49   | 48   | 49   | 55   | 60   | 60   | 61   | 59   | 66   | 68   | 79   | 96   |

## Obecní správa
Mezi lety 1869–1958 Nezbavětice byly obcí v okrese Plzeň (1869–1930) a později v okrese Plzeň-okolí. V letech 1959–1993 patřily jako část obce k Šťáhlavům a od 1. ledna 1994 jsou opět samostatnou obcí. Do konce roku 2006 byla obec součástí okresu Plzeň-jih, od 1. ledna 2007 se stala součástí okresu Plzeň-město.

### Obecní symboly
Znak a vlajka byly obci uděleny rozhodnutím předsedy Poslanecké sněmovny Parlamentu České republiky dne 16. července 2014.

## Pamětihodnosti
- Smírčí kříž pod Skalkami
- Sedlákova lípa